# 요시미즈 가가미
요시미즈 카가미(일본어: 美水かがみ, 1977년 ~ )는 일본 사이타마현 삿테시 출신으로 가스카베 교헤이 고등학교를 졸업한 남성 만화 작가 및 일러스트레이터, 원화가이다. ‘일본어: 水奈つかさ 미즈나 츠카사[*]’라는 필명을 사용하는 경우도 있다.
현재 《콤프틱》, 《월간 콤프 에이스》에서 《러키☆스타》, 《콤프 H's》에서 《미야카와 가의 공복》을 연재 중.

## 주요 작품

### 원화
- 《웃지 않는 에리카》 (펭귄 웍스, 水奈つかさ 명의)
- 《케이크X3 ~모에 이치에~》 (frau)

### 만화
- 《나와 우리들의 여름》 (콤프틱)

같은 이름의 게임을 소재로 한 작품으로 현재 단행본화되지 않았음.
- 《러키☆스타》(콤프틱, 월간 콤프 에이스(카도카와 쇼텐) 등)
  - 《아키라의 야망》(월간 콤프 에이스)
  - 《미야카와 가의 공복》 (콤프 H's)

### 그 외
- 《REVENGE!!~산 · 벨 넷 학원기담~》(森野一角 · 저, 소설 삽화, 水奈つかさ 명의)
- 콤프쨩 (월간 콤프틱의 마스코트 캐릭터)
- 《Canvas2 ~무지개색 스케치~》 (제6화, 제15화 아이캐치 작화)
- TV애니메이션 《러키☆스타》 구성 협력, 24화 '미정'(최종회)의 각본

## 그 외
- 콘프틱 지상 칼럼 〈VoiceStation〉에서 4컷 만화 《아즈망가 대왕》의 팬임을 밝힌 바 있다.
- 2007년 11월 4일에 아오야마학원 대학 학원제인 아오야마제에서 만화 연구회 주최에 의한 첫 토크 쇼를 가졌다.

## 제자
- MIKOTO

《러키☆스타》 단행본의 권말에 채색 어시스턴트로 기명되었다. 그 자신도 스승과 같이 《콤프틱》과 《월간 콤프 에이스》에 4컷 만화 《스텝 UP!(すてっぷUP！)》을 병행 게재하고 있다.

## 같이 보기
- 러키☆스타
- 콤프틱
- 콤프 에이스
- 카도카와 쇼텐